# Gerard Vesters
Gerard Vesters MSC (ur. 27 sierpnia 1876 w Vucht, zm. 30 sierpnia 1954) – holenderski duchowny rzymskokatolicki, misjonarz Najświętszego Serca Jezusowego, prefekt apostolski Celebes i wikariusz apostolski Rabaulu.

## Biografia
Gerard Vesters urodził się 27 sierpnia 1876 w Vucht w Holandii. 28 października 1903 otrzymał święcenia prezbiteriatu i został kapłanem misjonarzy Najświętszego Serca Jezusowego.
W grudniu 1919 papież Benedykt XV mianował go prefektem apostolskim Celebes w Holenderskich Indiach Wschodnich. 16 lutego 1923 papież Pius XI mianował go wikariuszem apostolskim Rabaulu w Nowej Gwinei Australijskiej oraz biskupem tytularnym Diocletianopolis in Palæstina. 5 sierpnia 1923 przyjął sakrę biskupią z rąk delegata apostolskiego Australazji abpa Bartolomeo Cattaneo. Współkonsekratorami byli jego poprzednik Louis Couppé MSC oraz wikariusz apostolski Wschodniej Nowej Gwinei Franz Wolf SVD.
Obsadził księżmi wszystkie stacje misyjne na wybrzeżu, które wcześniej nie miały stałego kapłana. W 1934 założył seminarium kształcące miejscowych kapłanów.
Zrezygnował z wikariatu w 1938 lub 1939. Zmarł 30 sierpnia 1954.